# أرماند كابريرا
أرماند كابريرا (بالإنجليزية: Armand Cabrera)‏ هو رسام أمريكي، ولد في 5 يونيو 1955.

## وصلات خارجية
- الموقع الرسمي